# Diethylchlorphosphat
Diethylchlorphosphat ist eine chemische Verbindung des Chlors aus der Gruppe der organischen Phosphorsäureester.

## Gewinnung und Darstellung
Diethylchlorphosphat kann durch Reaktion von Diethylphosphit mit Chlor gewonnen werden.

## Eigenschaften
Diethylchlorphosphat ist eine brennbare, schwer entzündbare, hellbraune Flüssigkeit mit unangenehmem Geruch, die sich in Wasser zersetzt.

## Verwendung
Diethylchlorphosphat wird als Zwischenprodukt für organische Synthesen (zum Beispiel Vinylphosphate) verwendet.